# Курило Марія Михайлівна
Курило Марія Михайлівна (нар. 15 квітня 1979) — українська науковиця, геолог, доцент кафедри геології родовищ корисних копалин навчально-наукового Інституту геології Київського національного університету імені Тараса Шевченка, кандидат геологічних наук

## Життєпис
Марія Курило народилася 1979 року. У 2001 році вона закінчила географічний факультет Київського національного університету імені Тараса Шевченка за спеціальністю «Географія».
Після закінчення Київського національного університету в 2001 році навчалась (до 2004 року) в аспірантурі на кафедрі геології родовищ корисних копалин геологічного факультету за спеціальністю «економічна геологія».
У 2004 році була призначена на посаду молодший науковий співробітник НДЧ геологічного факультету. У 2006 році почала працювати асистенткою кафедри геології родовищ корисних копалин.

## Наукова діяльність
У 2005 році Марія Курило в Інституті геохімії навколишнього середовища НАН України (Київ) захистила кандидатську дисертацію «Геолого-економічні критерії та перспективи розвитку бази плавиковошпатової сировини для чорної металургії України» (04.00.19 — Економічна геологія).
Вона є авторкою 98 робіт, з яких наукових статей (наукові публікації) — 45, монографій — 10, підручників — 1, навчальних посібників — 1, тез (наукові публікації) — 21, матеріалів конференцій (наукові публікації)- 16. Загалом зроблено 12 публікацій у Scopus (affiliation — Taras Shevchenko National University of Kyiv).
У співавторстві вона написала навчальний посібник «Основи економічної геології» (2006 р.) та монографію "Реструктуризація мінерально-сировинної бази України та її інформаційне забезпечення (2007 р.).

## Нагороди та визнання
У 2013 році була відзначена Державну премію України в галузі науки і техніки (2013) за цикл наукових праць «Використання природних ресурсів України в умовах екологічних обмежень»